# Fridrich František IV. Meklenburský
Fridrich František IV. Meklenbursko-Zvěřínský, německy Friedrich Franz IV. von Mecklenburg-Schwerin (9. dubna 1882, Palermo – 17. listopadu 1945, Flensburg), byl v letech 1897 až 1918 meklenbursko-zvěřínský velkovévoda a od února 1918 do konce vlády (kdy abdikoval) byl také regentem Meklenburska-Střelicka. Poté byl až do své smrti titulárním velkovévodou meklenbursko-zvěřínským. Od roku 1897 až do své smrti byl také hlavou dynastie Meklenburských.

## Původ
Fridrich František se narodil 9. dubna 1882 v Palermu meklenbursko-zvěřínskému dědičnému velkovévodovi Fridrichu Františkovi III. a jeho ženě velkokněžně Anastázii Michailovně Romanovové.

## Vláda
Fridrich František IV. se stal velkovévodou 10. dubna 1897, kdy zemřel jeho otec, velkovévoda Fridrich František III. Jelikož mu ale v té době bylo pouze 15 let, vládl do roku 1901 jako regent jeho strýc Jan Albrecht, který byl regentem Brunšvicka v letech 1907 až 1913.
Velkovévoda Fridrich František IV. poté 14. listopadu 1918 abdikoval v Meklenbursku-Zvěřínsku a tím i skončilo jeho regentství v Meklenbursku-Střelicku.
Fridrich František IV. zemřel 17. listopad 1945 ve věku 63 let ve Flensburgu. Hlavou dynastie a titulárním velkovévodou se stal jeho nejstarší syn Fridrich František. Když i on zemřel v roce 2001, vymřela zvěřínská linie meklenburského rodu v mužské linii.

### Regentem Meklenburska-Střelicka
23. února 1918 spáchal jeho příbuzný meklenbursko-střelický velkovévoda Adolf Fridrich VI. v Neustrelitzu sebevraždu, díky čemuž nastala v Meklenbursku-Střelicku následnická krize, jelikož jediný právoplatný následník vévoda Karel Michael, který byl následníkem od roku 1914, žil trvale v Rusku (a sloužil v ruské armádě), které válčilo s Německem, a roku 1914 se rozhodl vzdát práva na trůn. Stejné stanovisko zaujal Karl Michael i v roce 1918 a odmítl opustit Rusko. Meklenbursko-Střelický trůn by tak zřejmě připadl druhorozenému synovi Fridricha Františka IV., Kristiánovi Ludvíkovi. Ovšem než k tomu mohlo dojít, Německo prohrálo válku a všechny německé monarchie padly.

## Rodina
V roce 1904 si v Gmundenu vzal za ženu princeznu Alexandru Hannoverskou (1882–1963), pár měl 5 potomků:
- 1. Fridrich František (22. 4. 1910 Schwerin – 31. 7. 2001 Hamburk), dědičný meklenbursko-zvěřínský velkovévoda, od roku 1931 člen SS (Hauptsturmführer), v květnu 1943 zbaven následnictví a nároku na rodinný majetek
  - ⚭ 1941 Karin Elisabeth von Schaper (31. 1. 1920 Vratislav – 26. 1. 2012 Glücksburg), rozvedli se v roce 1967 a roku 1977 se znovu vzali
- 2. Kristián Ludvík (29. 9. 1912 Ludwigslust – 18. 7. 1996 Gut Hemmelmark)
  - ⚭ 1954 Barbora Pruská (2. 8. 1920 – 31. 5.1994)
- 3. Olga (27. 2. 1916 Schwerin – 4. 2. 1917 tamtéž)
- 4. Thyra (18. 6. 1919 – 27. 9. 1981 Flensburg), svobodná a bezdětná
- 5. Anastázie (11. 11. 1923 Gelbensande – 25. 1. 1979 Hamburk)
  - ⚭ 1941 Fridrich Ferdinand Šlesvicko-Holštýnsko-Sonderbursko-Glücksburský (14. 5. 1913 Gotha – 31. 5. 1989 Glücksburg)

## Vývod z předků
|                                     |                                               |  |                |                                                   |  |  |  |  |  |  |  | Fridrich Ludvík Meklenbursko-Zvěřínský |
|                                     |                                               |  |                |                                                   |  |  |  |  |  |  |  |                                        |
|                                     | Pavel Fridrich Meklenbursko-Zvěřínský         |  |                |                                                   |  |  |  |  |  |  |  |                                        |
|                                     |                                               |  |                |                                                   |  |  |  |  |  |  |  |                                        |
|                                     |                                               |  |                | Jelena Pavlovna Ruská                             |  |  |  |  |  |  |  |                                        |
|                                     |                                               |  |                |                                                   |  |  |  |  |  |  |  |                                        |
|                                     | Bedřich František II. Meklenbursko-Zvěřínský  |  |                |                                                   |  |  |  |  |  |  |  |                                        |
|                                     |                                               |  |                |                                                   |  |  |  |  |  |  |  |                                        |
|                                     |                                               |  |                | Fridrich Vilém III.                               |  |  |  |  |  |  |  |                                        |
|                                     |                                               |  |                |                                                   |  |  |  |  |  |  |  |                                        |
|                                     | Alexandra Pruská                              |  |                |                                                   |  |  |  |  |  |  |  |                                        |
|                                     |                                               |  |                |                                                   |  |  |  |  |  |  |  |                                        |
|                                     |                                               |  |                | Luisa Meklenbursko-Střelická                      |  |  |  |  |  |  |  |                                        |
|                                     |                                               |  |                |                                                   |  |  |  |  |  |  |  |                                        |
|                                     | Bedřich František III. Meklenbursko-Zvěřínský |  |                |                                                   |  |  |  |  |  |  |  |                                        |
|                                     |                                               |  |                |                                                   |  |  |  |  |  |  |  |                                        |
|                                     |                                               |  |                | Jindřich IX. Reuss-Köstritz                       |  |  |  |  |  |  |  |                                        |
|                                     |                                               |  |                |                                                   |  |  |  |  |  |  |  |                                        |
|                                     | Jindřich LXIII. Reuss-Köstritz                |  |                |                                                   |  |  |  |  |  |  |  |                                        |
|                                     |                                               |  |                |                                                   |  |  |  |  |  |  |  |                                        |
|                                     |                                               |  |                | Amálie von Wartensleben und Flodroff              |  |  |  |  |  |  |  |                                        |
|                                     |                                               |  |                |                                                   |  |  |  |  |  |  |  |                                        |
|                                     | Augusta Reuss Köstritz                        |  |                |                                                   |  |  |  |  |  |  |  |                                        |
|                                     |                                               |  |                |                                                   |  |  |  |  |  |  |  |                                        |
|                                     |                                               |  |                | Fridrich Kristian von Geuder genannt Rabensteiner |  |  |  |  |  |  |  |                                        |
|                                     |                                               |  |                |                                                   |  |  |  |  |  |  |  |                                        |
|                                     | Eleonora ze Stolberg-Wernigerode              |  |                |                                                   |  |  |  |  |  |  |  |                                        |
|                                     |                                               |  |                |                                                   |  |  |  |  |  |  |  |                                        |
|                                     |                                               |  |                | Johana von Bredow                                 |  |  |  |  |  |  |  |                                        |
|                                     |                                               |  |                |                                                   |  |  |  |  |  |  |  |                                        |
| Fridrich František IV. Meklenburský |                                               |  |                |                                                   |  |  |  |  |  |  |  |                                        |
|                                     |                                               |  |                |                                                   |  |  |  |  |  |  |  |                                        |
|                                     |                                               |  | Pavel I. Ruský |                                                   |  |  |  |  |  |  |  |                                        |
|                                     |                                               |  |                |                                                   |  |  |  |  |  |  |  |                                        |
|                                     | Mikuláš I. Pavlovič                           |  |                |                                                   |  |  |  |  |  |  |  |                                        |
|                                     |                                               |  |                |                                                   |  |  |  |  |  |  |  |                                        |
|                                     |                                               |  |                | Žofie Dorota Württemberská                        |  |  |  |  |  |  |  |                                        |
|                                     |                                               |  |                |                                                   |  |  |  |  |  |  |  |                                        |
|                                     | Michail Nikolajevič Ruský                     |  |                |                                                   |  |  |  |  |  |  |  |                                        |
|                                     |                                               |  |                |                                                   |  |  |  |  |  |  |  |                                        |
|                                     |                                               |  |                | Fridrich Vilém III.                               |  |  |  |  |  |  |  |                                        |
|                                     |                                               |  |                |                                                   |  |  |  |  |  |  |  |                                        |
|                                     | Šarlota Pruská                                |  |                |                                                   |  |  |  |  |  |  |  |                                        |
|                                     |                                               |  |                |                                                   |  |  |  |  |  |  |  |                                        |
|                                     |                                               |  |                | Luisa Meklenbursko-Střelická                      |  |  |  |  |  |  |  |                                        |
|                                     |                                               |  |                |                                                   |  |  |  |  |  |  |  |                                        |
|                                     | Anastázie Michailovna Ruská                   |  |                |                                                   |  |  |  |  |  |  |  |                                        |
|                                     |                                               |  |                |                                                   |  |  |  |  |  |  |  |                                        |
|                                     |                                               |  |                | Karel Fridrich Bádenský                           |  |  |  |  |  |  |  |                                        |
|                                     |                                               |  |                |                                                   |  |  |  |  |  |  |  |                                        |
|                                     | Leopold I. Bádenský                           |  |                |                                                   |  |  |  |  |  |  |  |                                        |
|                                     |                                               |  |                |                                                   |  |  |  |  |  |  |  |                                        |
|                                     |                                               |  |                | Luisa Karolína Geyer z Geyersbergu                |  |  |  |  |  |  |  |                                        |
|                                     |                                               |  |                |                                                   |  |  |  |  |  |  |  |                                        |
|                                     | Cecilie Bádenská                              |  |                |                                                   |  |  |  |  |  |  |  |                                        |
|                                     |                                               |  |                |                                                   |  |  |  |  |  |  |  |                                        |
|                                     |                                               |  |                | Gustav IV. Adolf                                  |  |  |  |  |  |  |  |                                        |
|                                     |                                               |  |                |                                                   |  |  |  |  |  |  |  |                                        |
|                                     | Žofie Vilemína Švédská                        |  |                |                                                   |  |  |  |  |  |  |  |                                        |
|                                     |                                               |  |                |                                                   |  |  |  |  |  |  |  |                                        |
|                                     |                                               |  |                | Frederika Dorotea Bádenská                        |  |  |  |  |  |  |  |                                        |
|                                     |                                               |  |                |                                                   |  |  |  |  |  |  |  |                                        |